# رولز-رویس ایگل (۱۹۴۴)
رولز-رویس ایگل (به انگلیسی: Rolls-Royce Eagle (1944)) یک موتور هواگرد ساختِ کارخانهٔ رولز-رویس لیمیتد در کشور بریتانیا است.